# Nossatge e Benavent
Nossatge e Benevent (en francès Nossage-et-Bénévent) és un municipi francès situat al departament dels Alts Alps i a la regió de Provença – Alps – Costa Blava.

## Demografia
| 1846                                       | 1962 | 1968 | 1975 | 1982 | 1990 | 1999 | 2006 | 2016 |
| ------------------------------------------ | ---- | ---- | ---- | ---- | ---- | ---- | ---- | ---- |
| 77                                         | 23   | 17   | 14   | 8    | 10   | 8    | 12   | 15   |
| Des de 1962: població sense dobles comptes |      |      |      |      |      |      |      |      |

## Administració
| Període        | Identitat           | Partit |
| -------------- | ------------------- | ------ |
| abans de 1988- | Martial Espitallier |        |